# Igor Kolyvanov
Igor Vladimirovitsj Kolyvanov (Russisch: Игорь Владимирович Колыванов) (Moskou, 6 maart 1968) is een voormalig Russisch voetballer, die als aanvaller onder meer voor Dinamo Moskou speelde.  Na zijn actieve carrière stapte hij het trainersvak in. Hij won in 2006 met Rusland U17 het Europees kampioenschap voetbal onder 17 in Luxemburg.

## Clubcarrière
Behalve voor Dinamo Moskou speelde Kolyvanov verder in Italië voor US Foggia en Bologna FC. Bij die laatste club sloot hij zijn loopbaan in 2001 af.

## Interlandcarrière
Kolyvanov kwam in totaal 35 keer uit voor de nationale ploeg van Rusland (twaalf goals) in de periode 1992-1998. Onder leiding van bondscoach Pavel Sadyrin maakte hij zijn debuut op 14 oktober 1992 in de WK-kwalificatiewedstrijd tegen IJsland (1-0). Hij viel in dat duel na 77 minuten in voor Sergej Joeran. Kolyvanov nam met Rusland deel aan het EK voetbal 1996 in Engeland, waar de ploeg in de eerste ronde werd uitgeschakeld.
| Interlanddoelpunten | Interlanddoelpunten | Interlanddoelpunten      | Interlanddoelpunten | Interlanddoelpunten | Interlanddoelpunten | Interlanddoelpunten | Interlanddoelpunten |
| №                   | Datum               | Wedstrijd                | Goal(s)             | Score               | Uitslag             | Competitie          |                     |
| ------------------- | ------------------- | ------------------------ | ------------------- | ------------------- | ------------------- | ------------------- | ------------------- |
| namens Sovjet-Unie  |                     |                          |                     |                     |                     |                     |                     |
| 1                   | 30 november 1990    | Guatemala – Sovjet-Unie  | 45'                 | 0 – 3               | 0 – 3               | Oefeninterland      |                     |
| 2                   | 23 mei 1991         | Sovjet-Unie – Argentinië | 50'                 | 1 – 1               | 1 – 1               | Oefeninterland      |                     |
| namens GOS          |                     |                          |                     |                     |                     |                     |                     |
| 3                   | 3 juni 1992         | Denemarken – GOS         | 52'                 | 1 – 1               | 1 – 1               | Oefeninterland      |                     |
| namens Rusland      |                     |                          |                     |                     |                     |                     |                     |
| 4                   | 28 april 1993       | Rusland – Hongarije      | 60'                 | 2 – 0               | 3 – 0               | WK-kwalificatie     |                     |
| 5                   | 12 oktober 1994     | Rusland – San Marino     | 64'                 | 2 – 0               | 4 – 0               | EK-kwalificatie     |                     |
| 6                   | 7 juni 1995         | San Marino – Rusland     | 63'                 | 0 – 6               | 0 – 7               | EK-kwalificatie     |                     |
| 7                   | 16 augustus 1995    | Finland – Rusland        | 66'                 | 0 – 5               | 0 – 6               | EK-kwalificatie     |                     |
| 8                   | 16 augustus 1995    | Finland – Rusland        | 69'                 | 0 – 6               | 0 – 6               | EK-kwalificatie     |                     |
| 9                   | 6 september 1995    | Faeröer – Rusland        | 65'                 | 2 – 3               | 2 – 5               | EK-kwalificatie     |                     |
| 10                  | 27 maart 1996       | Ierland – Rusland        | 54'                 | 0 – 2               | 0 – 2               | Oefeninterland      |                     |
| 11                  | 25 mei 1996         | Qatar – Rusland          | 27'                 | 0 – 3               | 2 – 5               | Oefeninterland      |                     |
| 12                  | 1 september 1996    | Rusland – Cyprus         | 34'                 | 2 – 0               | 4 – 0               | WK-kwalificatie     |                     |
| 13                  | 9 oktober 1996      | Israël – Rusland         | 79'                 | 1 – 1               | 1 – 1               | WK-kwalificatie     |                     |
| 14                  | 11 oktober 1997     | Rusland – Bulgarije      | 40' (pen.)          | 2 – 0               | 4 – 2               | WK-kwalificatie     |                     |
| 15                  | 18 februari 1998    | Griekenland – Rusland    | 65'                 | 1 – 1               | 1 – 1               | Oefeninterland      |                     |